# Grażyna Krzyminiewska
Grażyna Anna Krzyminiewska – polska ekonomistka, socjolog, profesor nauk ekonomicznych.

## Życiorys
W 1986 r. ukończyła studia socjologiczne na Uniwersytecie im. Adama Mickiewicza, w 1992 r. obroniła pracę doktorską pt. Tożsamość inteligencji wiejskiej - medium jakiej racjonalności ?, której promotorem był prof. Ryszard Borowicz, w 2001 r. habilitowała się na podstawie pracy zatytułowanej Mentalność ekonomiczna mieszkańców wsi. Studium na przykładzie wybranych kategorii społecznych. W 2015 r. uzyskała tytuł profesora nauk ekonomicznych.
Została zatrudniona na Uniwersytecie Ekonomicznym w Poznaniu i w Państwowej Wyższej Szkole Zawodowej im. Stanisława Staszica w Pile.
Należy do Rady Dyscypliny Awansów Naukowych - Ekonomii i Finansów UE w Poznaniu.